# Pont de Mapo
Le pont de Mapo (en coréen : 마포대교), anciennement pont de Séoul, est un pont de Séoul qui relie Mapo-gu à Yeongdeungpo-gu, en Corée du Sud.